# Crambe (plante)
Genre
Pour les articles homonymes, voir Crambe.
Crambe est un genre comportant une vingtaine d'espèces de plantes florales annuelles et vivaces de la famille des Brassicaceae, native de divers habitats en Europe, Turquie, Asie de l'Ouest et centrale et Afrique de l'Est. Elles portent de denses grappes de petites fleurs blanches ou jaunes sur des tiges (le plus souvent sans feuilles) au-dessus des feuilles basales.
Le mot « crambe » est, par le biais du latin crambe, dérivé du grec κράμβη, une sorte de chou.
Les espèces du genre Crambe sont utilisées comme plantes alimentaires par les larves de Lixus canescens (une espèce de Coléoptères) et de certains lépidoptères, dont l'eupithécie des centaurées.
Le Crambe d'Abyssinie (C. abyssinica) est cultivé pour l'huile extraite de ses graines (appelée « huile végétale d'Abyssinie ») et présentant des caractéristiques proches de l'huile de baleine. Le Crambe maritime ou chou marin (C. maritima), est une plante halophyte parfois utilisée comme légume-feuille.

## Liste d'espèces
Selon The Plant List (12 août 2016) :
- Crambe alutacea Hand.-Mazz.
- Crambe amabilis Butk. & Majlun
- Crambe arborea Webb ex Christ
- Crambe armena N.Busch
- Crambe cordifolia Steven
- Crambe edentula Fisch. & C.A.Mey. ex Korsh.
- Crambe feuilleei A.Santos ex Prina & Mart.-Laborde
- Crambe filiformis Jacq.
- Crambe fruticosa L.f.
- Crambe gigantea (Ceballos & Ortuño) Bramwell
- Crambe gomeraea Webb ex Christ
- Crambe gordjagini Sprygin & Popov
- Crambe gordjaginii Spryg. & M. Pop.
- Crambe grandiflora DC.
- Crambe grossheimii I.I.Khalilov
- Crambe hedgei I.I.Khalilov
- Crambe hispanica L.
- Crambe juncea M.Bieb.
- Crambe kilimandscharica O.E.Schulz
- Crambe koktebelica (Junge) N.Busch
- Crambe kralikii Coss.
- Crambe laevigata DC. ex H.Christ
- Crambe maritima L.
- Crambe microcarpa A.Santos
- Crambe orientalis L.
- Crambe pinnatifida R.Br.
- Crambe pritzelii Bolle
- Crambe scaberrima Webb ex Bramwell
- Crambe schugnana Korsh.
- Crambe scoparia Svent.
- Crambe sinuato-dentata Hochst. ex F. Petri
- Crambe sinuatodentata Hochst. & Schimp.
- Crambe steveniana Rupr.
- Crambe strigosa L'Hér.
- Crambe sventenii Pett. ex Bramwell & Sunding
- Crambe tamadabensis Prina & Marrero Rodr.
- Crambe tataria Sebeok
- Crambe tatarica Sebeók
- Crambe wildpretii Prina & Bramwell